# Ботчюрка

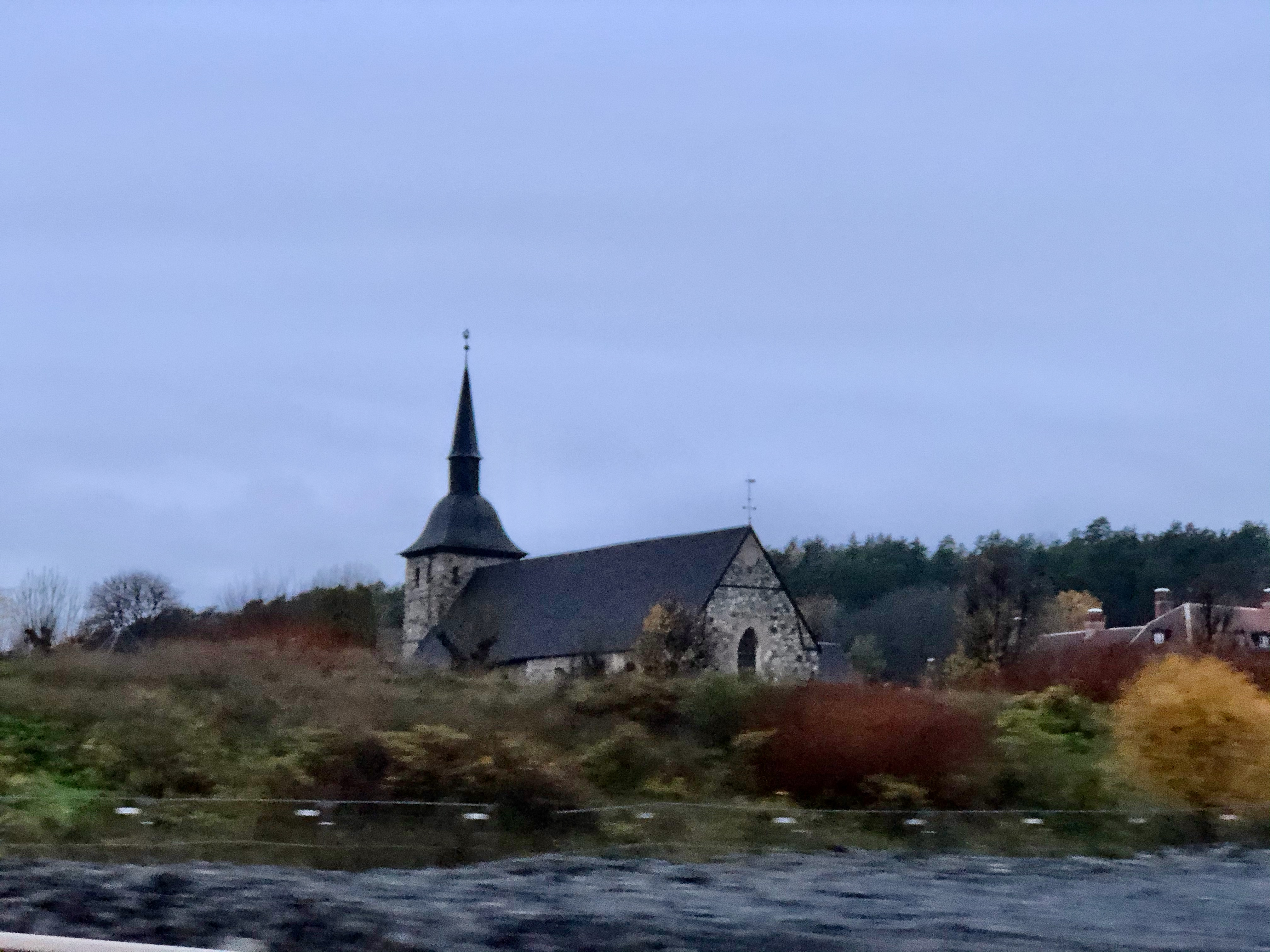
Кирка

Коммуна Ботчюрка (швед. Botkyrka kommun) — коммуна лена Стокгольм в восточной части Центральной Швеции, расположенная в 17 километрах от столицы страны — Стокгольма. Административный центр коммуны — город Тумба.

## История
Название коммуны происходит от имени святого Ботвида, христианского миссионера XII века. Святой Ботвид изображён на гербе коммуны с топором и рыбой в руках.

## Районы
- Алби
- Ворща
- Ериксбери
- Нушбори
- Тулинге
- Тумба
- Фитя
- Халунда

## Население
Численность населения по данным 2012 года составила 81 801 человека. 
| Численность населения Ботчюрка за 1970-2010 года | Численность населения Ботчюрка за 1970-2010 года | Численность населения Ботчюрка за 1970-2010 года | Численность населения Ботчюрка за 1970-2010 года | Численность населения Ботчюрка за 1970-2010 года |
| Год                                              |                                                  |                                                  | Население                                        |                                                  |
| ------------------------------------------------ | ------------------------------------------------ | ------------------------------------------------ | ------------------------------------------------ | ------------------------------------------------ |
| 1970                                             |                                                  |                                                  | 26 673                                           |                                                  |
| 1975                                             |                                                  |                                                  | 57 286                                           |                                                  |
| 1980                                             |                                                  |                                                  | 65 218                                           |                                                  |
| 1985                                             |                                                  |                                                  | 66 326                                           |                                                  |
| 1990                                             |                                                  |                                                  | 68 542                                           |                                                  |
| 1995                                             |                                                  |                                                  | 69 500                                           |                                                  |
| 2000                                             |                                                  |                                                  | 73 097                                           |                                                  |
| 2005                                             |                                                  |                                                  | 76 592                                           |                                                  |
| 2010                                             |                                                  |                                                  | 82 608                                           |                                                  |
| Источник: SCB                                    |                                                  |                                                  |                                                  |                                                  |

Около 40% иностранцы.

## Места-побратимы
- город Алитус, Литва
- коммуна Брённбю, Дания
- коммуна Станге, Норвегия